# Одинокий охотник
«Одинокий охотник» (груз. მარტოხელა მონადირე) — грузинская драма режиссёра Кети Долидзе. Премьера фильма состоялась в августе 1990 г. в Москве.

## Сюжет
Накануне свадьбы пьяные хулиганы насилуют невесту на глазах у жениха. После женитьбы семейная жизнь не ладится, Хатуна не может избавиться от ужасных воспоминаний. Её молодой муж Андро решает отомстить, найдя тех, кто изнасиловал его жену 7 лет назад.

## В ролях
- Зураб Кипшидзе — Андро
- Нинель Чанкветадзе — Хатуна
- Кахи Кавсадзе — Вахтанг, отец Андро
- Марина Джанашия — Марика, сестра Андро
- Нино Вачнадзе — Натиа
- Лиза Багратиони — Лиза
- Резо Имнаишвили — Гоги Дзадзамидзе
- Дареджан Джоджуа — жена Дзадзамидзе
- Заза Микашавидзе — Михо
- Тамаз Толорая — Темо Каландадзе
- Михаил Джоджуа — Макалатия
- Вячеслав Зайцев — камео

## Съёмочная группа
- Режиссёр-постановщик: Кети Долидзе
- Сценаристы: Никита Михалков, Виктор Мережко, Александр Адабашьян
- Оператор: Михаил Медников
- Композитор: Гоги (Георгий) Члаидзе
- Художник-постановщик: Георгий Микеладзе
- Звукорежиссёры: Владимир Долидзе, Владимир Никонов